# 플레이보이 카티
조던 터렐 카터(영어: Jordan Terrell Carter, 1996년 9월 13일 ~ )는 플레이보이 카티(영어: Playboi Carti)라는 예명으로 잘 알려진 미국의 힙합 음악가이다. 현재 힙합 음악계에서 가장 영향력이 큰 아티스트들 중 한 명으로, 카티는 트랩 음악의 발전에 기여하였으며 그 하위 장르인 레이지 음악을 창시한 래퍼로 유명하다. 그는 처음 언더그라운드 레이블 Awful Records와 계약하였고, 이후 ASAP Mob의 레이블 AWGE와 계약하였다. 이후 카티는 1집 Playboi Carti로 빌보드 200 차트 12위를 하는 등 점점 메인스트림 래퍼로 거듭나게 된다.
카티의 2018년 발매된 1집 Die Lit은 빌보드 200 차트에서 3위를 달성하게 되며 전작보다 상업적으로, 그리고 음악적으로도 크게 발전했다는 평가를 받았다. 2020년 발매된 그의 2집 Whole Lotta Red는 롤링 스톤과 뉴욕 타임스로부터 2020년 최고의 앨범 중 하나로 평가받는 등 비평가들로부터 찬사를 받았다. 카티는 2024년 카니예 웨스트와 타이 달라 사인으로 구성된 랩 그룹 ¥$의 앨범 Vultures 1의 주요 피쳐링진으로 참여하였으며, 그 중 카티가 참여한 "CARNIVAL"은 빌보드 핫 100 1위를 달성하였다. 카티는 같은 해 제목이 "I AM MUSIC" 혹은 "MUSIC"으로 추정되는 세 번째 정규 앨범을 발표할 예정이다.
카티는 현재 그의 자체 레이블인 오피움을 설립하였고, 현재 오피움에는 켄 칼슨, 호이사이드 갱, 디스트로이 론리 등 여러 아티스트들이 가입되어 있다.

## 음반 목록
- Playboi Carti (2017)
- Die Lit (2018)
- Whole Lotta Red (2020)